# Calamosternus vexator
Calamosternus vexator är en skalbaggsart som beskrevs av Vladimir Balthasar 1933. Calamosternus vexator ingår i släktet Calamosternus och familjen Aphodiidae. Inga underarter finns listade.